# Dendrolycosa fusca
Espèce
Dendrolycosa fusca est une espèce d'araignées aranéomorphes de la famille des Pisauridae.

## Distribution
Cette espèce est endémique des Moluques en Indonésie. Elle se rencontre à Ambon.

## Description
La femelle holotype mesure 7 mm.

## Publication originale
- Doleschall, 1859 : Tweede Bijdrage tot de Kenntis der Arachniden van den Indischen Archipel. Acta Societatis Scientiarum Indo-Neerlandicae, vol. 5, p. 1-60 (texte intégral).